# ستيوارت وايت
ستيوارت وايت (بالإنجليزية: Stuart B. White)‏ هو بروفيسور أسترالي، ولد في القرن العشرين.